# Вітімський болід

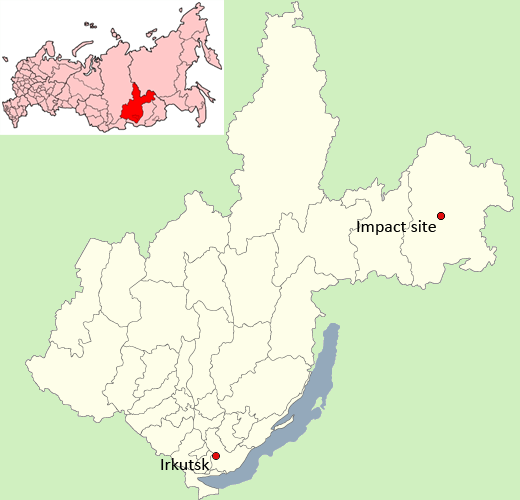
Локалізація боліда.

Віті́мський болі́д — яскравий болід (метеор), падіння якого супроводжувалося значними світловими і звуковими ефектами; впав у районі поселень Мама і Вітімське Мамсько-Чуйського району Іркутської області Росії в ніч на 25 вересня 2002 р., приблизно о 1 годині 50 хвилин місцевого часу (UTC+8).

## Основні відомості
Віті́мський болід був зафіксований супутником ВПС США і втрачений ним із виду на висоті 30 км. За свідченнями очевидців, видимі розміри боліда були трохи менші видимих розмірів Місяця, а його сяяння довгий час освітлювало нічну тайгу. Після падіння літа́вця був чутний звук, схожий на вибух. Подія мала великий суспільний резонанс, хоча загальна енергія вибуху метеора, ймовірно, порівняно невелика — 200 тонн тротилового еквівалента (при початковій енергії 2,3 кілотонни), максимальна початкова маса (до згорання в атмосфері) — 160 тонн, а кінцева маса осколків — порядку декількох сотень кілограмів.
На місці падіння боліда спостерігалася картина, дуже схожа на наслідки падіння Тунгуського метеорита, тільки в дещо менших масштабах (зона вивалу лісу приблизно 10×6 км, зона пожежі — 3×2 км).

## Інтернет-ресурси
- В районе посёлков Мама и Витимский Иркутской области упал Витимский болид [Архівовано 25 квітня 2013 у Wayback Machine.]